# Super Bowl XIII
Der Super Bowl XIII war der 13. Super Bowl der National Football League (NFL). Am 21. Januar 1979 standen sich die Pittsburgh Steelers und die Dallas Cowboys im Orange Bowl Stadium in Miami, Florida, gegenüber. Sieger waren die Pittsburgh Steelers bei einem Endstand von 35:31. Pittsburghs Quarterback Terry Bradshaw, der 17 von 30 Pässen für 318 Yards und vier Touchdowns komplettierte, wurde trotz zweier Fumble und einer Interception zum Super Bowl MVP gewählt.

## Hintergrund
Beim Super Bowl XIII traten die wohl höchstkarätigen Spieler der Geschichte auf, 14 der Teilnehmer an diesem Super Bowl wurden später in die Pro Football Hall of Fame aufgenommen, neun auf Seiten der Steelers (Bradshaw, Harris, Swann, Stallworth, Webster, Greene, Lambert, Ham und Blount) und fünf bei den Cowboys (Staubach, Dorsett, White, Wright und Smith). Der Super Bowl war der bisher erste, bei dem eine Mannschaft die mehr als 30 Punkte erzielt hat, verlor. Außerdem waren die Cowboys die erste Mannschaft die zwei Mal gegen die gleiche Mannschaft im Super Bowl verlor (sie verloren im Super Bowl X ebenfalls gegen die Steelers).

## Spielverlauf
Im ersten Viertel erzielten beide Mannschaften je einen Touchdown, was zu einem Gleichstand führte. Im zweiten Viertel machten die Steelers zwei und die Cowboys einen weiteren Touchdown, weshalb es 21:14 für die Steelers stand. In der zweiten Halbzeit folgte ein Field Goal der Cowboys, gefolgt von vier Touchdowns – zwei von jedem Team. Somit stand es am Ende des Spiels 35:31 und die Steelers gewannen ihren dritten Super Bowl.

## Schiedsrichter
Hauptschiedsrichter des Spiels war Pat Haggerty. Er wurde unterstützt vom Umpire Art Demmas, Head Linesman Jerry Bergman, Line Judge Jack Fette, Field Judge Fred Swearingen, Back Judge Pat Knight und Side Judge Dean Look.